# Arnaldo Antunes
Arnaldo Antunes (São Paulo, 2 de setembre de 1960), músic, poeta i artista visual paulista.
Nascut el quart de set fills. Artista multi-facètic, va ser vocalista del grup Titãs des dels seus inicis fons a l'àlbum Tudo Ao Mesmo Tempo Agora (1991), per continuar la seva carrera en solitari. D'entre els seus discs, llibres o obres més coneguts hi trobem Nome (1995), 2 ou mais corpos no mesmo espaço (1997), Psia (1986), Tudos (1990) i As coisas (1992). Les seves cançons més famoses són, entre d'altres, Pulso e Comida.
Eventualment, realitza treballs musicals juntament amb Carlinhos Brown i Marisa Monte, al grup de Música Popular Brasilera Tribalistas.

## Obres
- Ou e (1983)
- Psia (1986)
- Tudos (1990)
- As Coisas (1992) - Pelo qual ganhou o Prêmio Jabuti de Poesia em 1993
- Nome (1993)
- 2 ou + Corpos no Mesmo Espaço (1997)
- Doble Duplo (2000)
- 40 Escritos (2000)
- Outro (2001)
- Palavra Desordem (2002)
- ET Eu Tu (2003)
- Antologia (2006)
- Frases do Tomé aos Três Anos (2006)
- Como É que Chama o Nome Disso (2006)
- Melhores Poemas (2010)
- n.d.a. (2010)
- Animais (2011)
- Outros 40 (2014)